# خوزنان (زياران)
خوزنان (بالفارسية: خوزنان) هي قرية تقع في إيران في قسم زیاران الریفي. يقدر عدد سكانها بـ 227 نسمة .